# 5 Hour Energy/Saison 2013
Dieser Artikel listet Erfolge und Fahrer des Radsportteams 5 Hour Energy in der Saison 2013 auf.

## Erfolge in der UCI America Tour
Das Team konnte folgende Erfolge in der UCI America Tour 2013 erringen.
| Datum      | Rennen                     | Kat. | Fahrer            |
| ---------- | -------------------------- | ---- | ----------------- |
| 5. Mai     | 5. Etappe Tour of the Gila | 2.2  | Francisco Mancebo |
| 13. Juni   | 3. Etappe Tour de Beauce   | 2.2  | Francisco Mancebo |
| 11. August | 6. Etappe Tour of Utah     | 2.1  | Francisco Mancebo |

## Zugänge – Abgänge
| Zugänge                    | Team 2012                       | Abgänge             | Team 2013                             |
| -------------------------- | ------------------------------- | ------------------- | ------------------------------------- |
| Max Jenkins                | Competitive Cyclist Racing Team | John Murphy         | UnitedHealthcare Pro Cycling Team     |
| Francisco Mancebo          | Competitive Cyclist Racing Team | Phillip Gaimon      | Bissell Cycling                       |
| Taylor Sheldon             | Competitive Cyclist Racing Team | Isaac Howe          | Team SmartStop-Mountain Khakis        |
| David Williams             | Competitive Cyclist Racing Team | Curtis Winsor       | Team SmartStop-Mountain Khakis        |
| Christian Parrett          | Neoprofi                        | Max Korus           | Astellas Oncology Cycling Team        |
| Andrés Díaz (ab 5. August) | Elbowz Racing-Boneshake Project | Roman Kilun         | Mike’s Bikes-Incase                   |
|                            |                                 | Chad Hartley        | Sharecare Cycling-Wheelandspocket.com |
|                            |                                 | Luca Damiani        | Unbekannt                             |
|                            |                                 | Stephen Housley     | Unbekannt                             |
|                            |                                 | Andy Jacques-Maynes | Unbekannt                             |
|                            |                                 | Patrick Lemieux     | Unbekannt                             |
|                            |                                 | Paul Mach           | Unbekannt                             |

## Mannschaft
| Name              | Geburtstag        | Nationalität       |
| ----------------- | ----------------- | ------------------ |
| Greggory Brandt   | 8. November 1984  | Vereinigte Staaten |
| Andrés Díaz       | 20. Januar 1984   | Kolumbien          |
| Nathaniel English | 28. März 1984     | Vereinigte Staaten |
| Max Jenkins       | 5. Dezember 1986  | Vereinigte Staaten |
| Francisco Mancebo | 9. März 1976      | Spanien            |
| Shawn Milne       | 9. November 1981  | Vereinigte Staaten |
| Christian Parrett | 22. Dezember 1989 | Vereinigte Staaten |
| Taylor Sheldon    | 31. März 1987     | Vereinigte Staaten |
| James Stemper     | 21. August 1985   | Vereinigte Staaten |
| Robert Sweeting   | 5. Juni 1987      | Vereinigte Staaten |
| David Williams    | 19. Juni 1988     | Vereinigte Staaten |